# Tremblois-lès-Carignan
Tremblois-lès-Carignan település Franciaországban, Ardennes megyében. Lakosainak száma 135 fő (2022. január 1.). Tremblois-lès-Carignan Les Deux-Villes, Matton-et-Clémency, Mogues és Puilly-et-Charbeaux községekkel határos.

## Népesség
A település népessége az elmúlt években az alábbi módon változott:
| Lakosok száma | 122  | 126  | 120  | 113  | 129  | 157  | 168  | 149  | 140  | 135  |
|               | 1968 | 1982 | 1990 | 2006 | 2013 | 2015 | 2017 | 2019 | 2020 | 2022 |